# Црнац, Анте
А́нте Црнац (хорв. Ante Crnac; род. 17 декабря 2003, Сисак или Хорватия) — хорватский футболист, вингер клуба «Норвич Сити».

## Клубная карьера
Црнац — воспитанник клубов «Мославина» и загребского «Динамо». В начале 2021 года он дебютировал за дублирующий состав последних. В 2022 году Црнац перешёл в «Славен Белупо». 29 января в матче против «Осиека» он дебютировал в чемпионате Хорватии. 4 апреля в поединке против Локомотива Анте забил свой первый гол за «Славен Белупо». Летом 2023 года Црнац перешёл в польский «Ракув», подписав контракт на 5 лет. Сумма трансфера составила 1 млн. евро.